# Prionotus martis
Prionotus martis är en fiskart som beskrevs av Ginsburg, 1950. Prionotus martis ingår i släktet Prionotus och familjen knotfiskar. Inga underarter finns listade i Catalogue of Life.